# Приходько Іван Васильович
Іван Васильович Приходько (17 вересня 1939 року, с. Дударків, Київська область - 01.07.2025 року, с. Дударків, Київська область) — майстер декоративного розпису, народної іграшки та скульптури.
Іван Васильович Приходько — заслужений майстер народної творчості України, лауреат державних премій ім. Павла Чубинського, Катерини Білокур, Петра Верни. Член Національної спілки майстрів народного мистецтва України.
Ось уже понад три десятиліття Іван Приходько плідно працює у сфері декоративного розпису, народної іграшки та дерев'яної скульптури. Його художній стиль є неповторним, самобутнім,таким, що ґрунтується на класичних традиціях народного мистецтва й, водночас, є новаторським, глибоко індивідуальним.
Найкращим творам художника притаманна врівноваженість композиції, виваженість її окремих елементів, ритмічність і багато ярусність зображень, узагальненість образів, їх метафоричність та символізм. Художня обдарованість І. В. Приходька виявляється і у виготовленні традиційної рухомої та звукової іграшки, декоративної скульптури малих форм і фігуративного посуду. Роботи Приходька завжди впізнаються, адже мистець яскраво демонструє власний стиль письма і самобутнє світобачення. Примітно, що у хаосі буття він віднаходить і зберігає у собі пам'ять століть, продовжує нести традиційні та втаємничені знання наших пращурів, зводячи духовний міст із минулого у сьогодення.
Водночас із власною мистецькою творчістю, Іван Васильович викладає розпис дітям в школі, адже володіє неабияким хистом наставника-педагога. Свого часу він керував студією народного мистецтва «Оранта» при Національному технічному університеті в Києві та студією народного розпису «Диво калинове» при школі мистецтв ім.. П. Чубинського в селі Велика Олександрівка на Київщині. З 1972 року і донині веде студію народного розпису в с. Дударків.
Іван Приходько — учасник багатьох національних, регіональних, обласних, районних і міських виставок народного та декоративного мистецтва, етнографічних і мистецьких свят, фестивалів, ярмарків, симпозіумів. Упродовж 1990-х — 2013 років він влаштовує понад два десятки персональних виставок. Персональні виставки митця відбулися в київських галереях і музеях у 1995, 1997, 2000, 2003, 2006, 2010 роках. У 2012 році твори Приходька виставлялися у штаб-квартирі НАТО в Брюсселі, а в 2013 — у Посольстві США в Києві. Його твори, сповнені високою професійною культурою виконання, розумінням глибинних народних традицій Київщини, прикрашають збірки багатьох музеїв України та закордону, а також приватні колекції, зокрема, Національного музею українського народного декоративного мистецтва, Державного музею іграшки, Національного центру народної культури «Музей Івана Гончара», Національного музею народної архітектури та побуту України, Національного центру «Український дім», «Галереї» Юрія Когутяка, галереї «Світлиця» Ірини та Григорія Садових. (Іван Приходько. Малярство. Скульптура. Іграшка. Книга листівок. упор. — Т. Пошивайло, ред. І. Пошивайло., Київ: Майстер книг, 2013)
У 2019 році компанія Магіка-фільм зняла документальний фільм про творчісь Івана Приходька «Земля Івана» (реж. Андрій Лисецький)

## Книги про Івана Приходька
- Іван Приходько. Малярство. Скульптура. Іграшка. Книга листівок. Київ, Майстер книг, 2013.
- Олеся Авраменко. ПРИХОДЬКО. Київ, Інститут проблем сучасного мистецтва Національної академії мистецтв України, 2021.

## Педагогічна діяльність
1972 — дотепер керівник студії народного розпису, с. Дударків, Київська область
Керівник Студії народного розпису «Диво калинове», с. Велика Олександрівка, Київська область
Керівник Студії народного мистецтва «Оранта», Національний технічний університет, Київ

## Нагороди
2008 — Отримав Київську обласну премію в галузі народного мистецтва імені Петра Верни.
2002 — Заслужений майстер народної творчості України
1999 — Лауреат премії ім. Катерини Білокур
1994 — Лауреат премії ім. Павла Чубинського